# ジョージ・パーシヴァル (第6代エグモント伯爵)

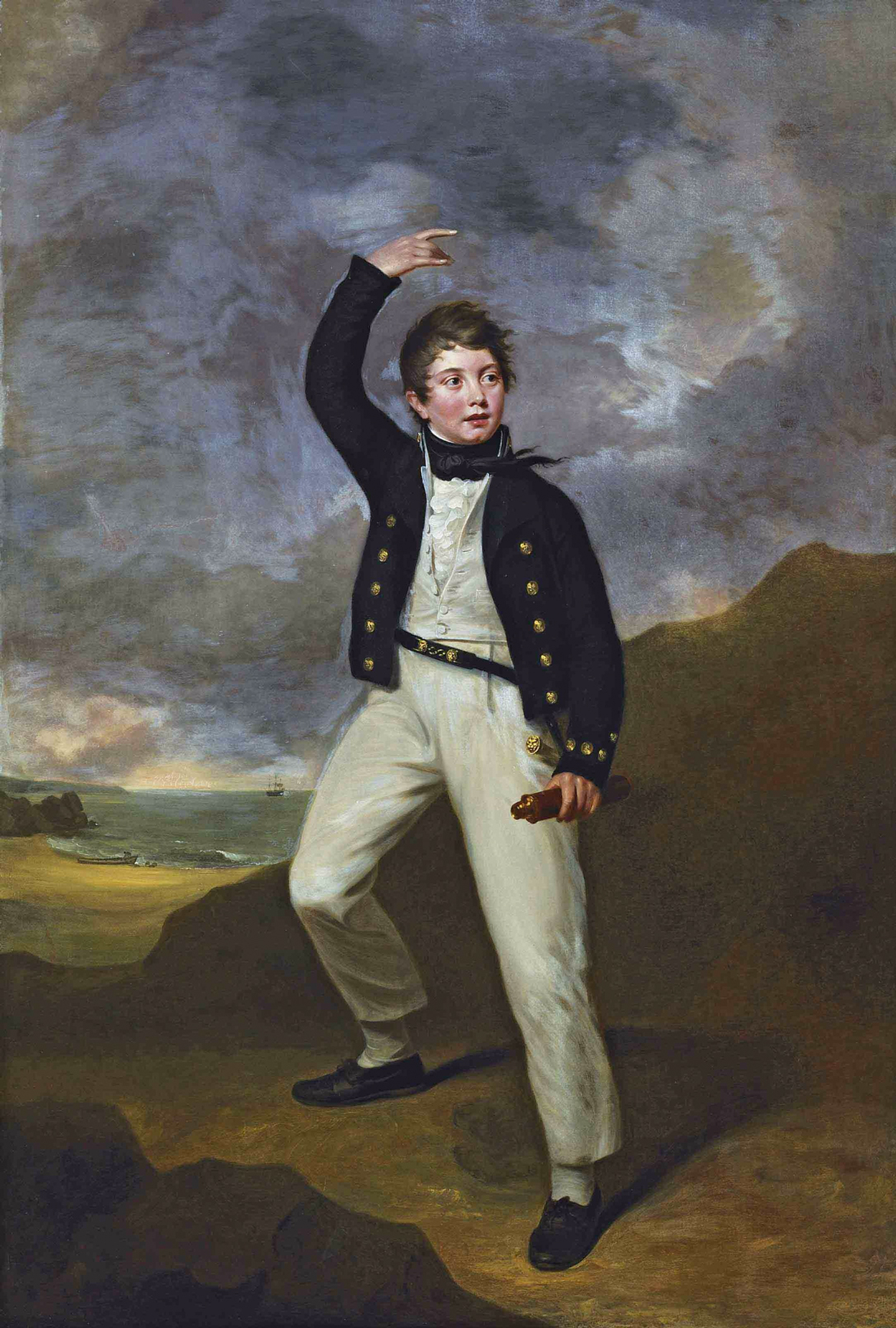
ジョージ・フランシス・ジョセフによる肖像画。

第6代エグモント伯爵ジョージ・ジェームズ・パーシヴァル（George James Perceval, 6th Earl of Egmont、1794年3月14日 – 1874年8月2日）は、イギリスの貴族、海軍軍人。わずか11歳で海軍に入り、入隊から2か月後にトラファルガーの海戦に参戦した。保守党所属の庶民院議員も務めた。

## 生涯

### 出自
第2代アーデン男爵チャールズ・パーシヴァルと妻マーガレッタ・エリザベス（第6代準男爵サー・トマス・スペンサー・ウィルソンの娘）の息子として、1794年3月14日にホワイトホールの海軍本部で生まれ、4月19日にセント・マーティン・イン・ザ・フィールズで洗礼を受けた。

### 海軍にて
ハーロー校に通っていたが退学し、1805年8月に志願兵としてイギリス海軍に入った。父がエドワード・コドリントンの友人だったため、パーシヴァルはコドリントンが艦長を務める戦列艦オライオンに配属された。このとき、パーシヴァルはわずか11歳だったが、家族に書いた手紙では「フランス人をさんざんに殴りたい」とし、海軍に入って2か月後にはトラファルガーの海戦を迎えた。トラファルガーでは甲板を走り回って大砲で使う火薬を運び、戦後に「戦闘で頭が吹っ飛ばない限り、クリスマスの晩餐までには帰ってくる」と家族への手紙で述べた。1809年10月31日のマグローヌの海戦では戦列艦ティーグルに配備されたボートの1隻に乗って参戦した。
1813年6月7日に正式に海軍の将校になり、5等艦テネドスに配属された。テネドスでは1814年9月のハムデンの海戦に参戦した。1815年6月13日に中佐に昇進し、臼砲艦インフェルノ（HMS Infernal）に配属された。インフェルノではアルジェ砲撃に参戦した。1818年12月7日に勅任艦長に昇進した。その後予備役に編入されて半給になり、1851年8月27日に青色少将に昇進した。1857年9月18日に中将、1863年3月30日に大将に昇進した。
ナポレオン戦争当時は海軍の軍人に対しメダルが授与されなかったが、ヴィクトリアの治世になって1848年にマシュー・ボルトン・メダル（Matthew Boulton medal）、1849年に海軍従軍記章を授与された。

### 政界にて
1837年イギリス総選挙で保守党候補としてウェスト・サリー選挙区から出馬、1,578票（得票数2位）を得て当選した。1840年7月5日に父が死去すると、アーデン男爵位を継承した。1841年12月23日に伯父の孫にあたる第5代エグモント伯爵ヘンリー・パーシヴァルが死去すると、エグモント伯爵位を継承した。
5代伯爵の遺言状は伯爵の死去から16年後、1857年になってようやく検認され、6代伯爵となったパーシヴァルは1863年に訴訟を起こして、遺言状の有効性を争った。5代伯爵がアルコール依存症で弁護士エドワード・ティアニーの言いなりだったため、ティアニーが地所の評価額について5代伯爵を惑わせ、遺言状の内容を変えたという主張だった。裁判は和解をもって終結し、エグモント伯爵家は125,000ポンドを支払って地所を買い戻すこととなった。
1847年にイングランド王立農業協会会長を務めた。

### 死去
1874年8月2日にエプソムのヨーク・ハウス（York House）で死去、ウーリッジ墓地に埋葬された。弟の息子チャールズ・ジョージが爵位を継承した。
従軍中に書いた書簡集は2005年に国立海事博物館に購入された。1848年と1849年に授与されたメダルはエグモント伯爵家が代々相続したが、2016年3月に競売に出された。

## 家族
1819年7月24日、ジェーン・ホーンビー（Jane Hornby、1795年7月29日 – 1870年10月14日、ジョン・ホーンビーの娘）と結婚したが、2人の間に子供はいなかった。